# Binderup Å
Binderup Å är ett vattendrag i Danmark.  Det ligger i Region Nordjylland, i den norra delen av landet, 230 km nordväst om Köpenhamn. Det mynnar ut i viken Nibe Bredning strax norr om Nibe.